# Вільям Мікельбренсіс
Вільям Мікельбренсіс (фр. William Mikelbrencis, нар. 25 лютого 2004, Форбак, Франція) — французький футболіст, захисник німецького «Гамбурга».

## Ігрова кар'єра

### Клубна
Вільям Мікельбренсіс є вихованцем футбольної школи клубу «Мец», до якого він приєднався у 2015 році. У квітні 2021 року футболіст підписав з клубом перший професійний контракт. Наступний сезон Мікельбренсіс почав як гравець дублюючого складу, граючи у Національному дивізіоні. 9 січня 2022 року захисник провів свою першу гру в основі у матчі Ліги 1 проти «Страсбура».
31 серпня 2022 року Мікельбренсіс перебрався до сусідньої Німеччини, де підписав чотирирічний контракт з клубом Другої Бундесліги - «Гамбургом». Першу гру у новій команді футболіст провів у вересні 2022 року.

### Збірна
З 2019 року Вільям Мікельбренсіс є гравцем юнацьких збірних Франції.